# Mazlum Doğan
Mazlum Doğan (Mazgirt, 1955 – Diyarbakır, 21 marzo 1982) è stato un membro del Comitato centrale del Partito dei Lavoratori del Kurdistan (Partîya Karkerén Kurdîstan o PKK).

## Biografia
Completò la sua formazione scolastica a Balıkesir. Nel 1974 superò un esame per essere ammesso all'Università Hacettepe, una delle migliori università della Turchia con sede ad Ankara. Ad Hacettepe conobbe altri curdi che lo introdussero alla politica e quello che nacque come un incontro casuale divenne presto una vocazione. La lettura divenne la passione della sua vita. Quelli che lo conoscevano dicevano che poteva leggere fino a 500 pagine al giorno. Lo studio gli aprì gli occhi sull'oppressione che regnava attorno a lui.
Nel 1976 entrò nel movimento studentesco, antesignano del PKK. Fu il primo redattore capo del giornale Serxwebûn. Nel 1979 venne incarcerato. Dopo l'arresto, per un anno, riuscì a tenere celata la sua identità finché Sahin Donmez, suo compagno di studi, la rivelò alle guardie carcerarie dopo essere stato arrestato. Fu accusato di essere membro del PKK e di averne contribuito alla fondazione ed allo sviluppo, e di aver favorito la fuga di un compagno di partito dall'ospedale di Diyarbakir sfruttando una falsa identità.
Durante i 3 anni di prigionia attuò una forma di resistenza estrema, rifiutandosi di indossare l'uniforme carceraria o di cantare l'inno nazionale, pagando un prezzo altissimo in termini di violenze fisiche e torture subite. All'età di 27 anni, il 21 marzo del 1982, il giorno del Newroz (il capodanno curdo), quando ovunque vengono accesi dei fuochi di festa, in segno di protesta contro il regime turco diede fuoco alla sua cella e si impiccò. Con questo gesto voleva far conoscere della drammatica situazione di tortura vissuta nelle carceri turche. L'azione di Mazlum Dogan fu il preludio ad una serie di scioperi della fame e azioni di resistenza che i prigionieri politici effettuarono nel 1982.
Da allora l'azione di Mazlum Dogan è onorata nel movimento curdo con manifestazioni commemorative. Molti militanti portano il suo nome ed a lui sono dedicati molti festival giovanili curdi che si tengono in Europa.
| Controllo di autorità | VIAF (EN) 11483078 · ISNI (EN) 0000 0000 2818 2476 · LCCN (EN) n91046685 |